# Interpretant
Interpretant ist ein Fachbegriff aus der Semiotik und gehört damit zum Vokabular der Philosophie. Der Interpretant übersetzt als Verständnishilfe den Signifikanten und bringt dabei einen Erkenntniszuwachs, indem er das übersetzte Zeichen in Bezug auf das Bezeichnete, das Signifikat, präzisiert.
Beispiele für Interpretanten sind Zeichnungen, fremdsprachliche Erläuterungen, textliche Erklärungen oder Synonyme. Sie unterstützen die Interpretation eines Zeichens, das heißt, der Signifikant „Haus“ kann durch das Synonym „Gebäude“, die fremdsprachliche Fassung „house“ oder die Zeichnung eines Hauses ersetzt oder ergänzt werden, wodurch weitere Merkmale des Zeichens zum Vorschein kommen. Beispielsweise zeigt die Zeichnung, wie das Haus aussieht, oder durch die Übersetzung in die Fremdsprache wird auch jemandem, der der deutschen Sprache nicht mächtig ist, klar, was das Zeichen „Haus“ zu bedeuten hat.
Ein Interpretant ist somit eine Erklärung für ein Zeichen. So wäre die Bildunterschrift „Raumfähre Discovery beim Start“ unter einem Bild von der Raumfähre Discovery beim Start ein Interpretant, weil damit jemand, der noch nie die Raumfähre gesehen, aber schon davon gehört hat, diese beiden Informationen zuordnen kann, was ohne die Bildunterschrift eventuell nicht möglich wäre.
In neueren Darstellungen des Semiotischen Dreiecks (u. a. bei Charles Peirce und Umberto Eco) tritt der Interpretant an die Stelle des Referenten.